# Giải Grammy lần thứ 63
Giải Grammy lần thứ 63 đã được tổ chức vào ngày 14 tháng 3 năm 2021 tại Trung tâm Staples, Los Angeles. Giải thưởng này ghi nhận những bản thu âm, sáng tác và những nghệ sĩ xuất sắc nhất trong khoảng thời gian từ ngày 1 tháng 9 năm 2019 đến ngày 31 tháng 8 năm 2020. Các đề cử đã được tiết lộ thông qua một buổi phát trực tiếp ảo vào ngày 24 tháng 11 năm 2020. Các nghệ sĩ biểu diễn cho buổi lễ đã được công bố vào ngày 7 tháng 3 năm 2021. Diễn viên hài người Nam Phi Trevor Noah đã đảm nhận vai trò dẫn chương trình của buổi lễ năm nay.
Beyoncé là nghệ sĩ nhận được nhiều đề cử nhất với tổng cộng 9 đề cử, kế đến là Dua Lipa, Roddy Ricch và Taylor Swift với 6 đề cử mỗi nghệ sĩ. Buổi lễ dự kiến diễn ra vào ngày 31 tháng 1 năm 2021; tuy nhiên, vào ngày 5 tháng 1 năm 2021, Viện hàn lâm Khoa học và Nghệ thuật Thu âm Quốc gia đã hoãn buổi lễ đến ngày 14 tháng 3 năm 2021, do sự gia tăng đột biến của đại dịch COVID-19 ở Los Angeles cũng như những lo ngại về sức khỏe và an toàn.

## Người biểu diễn

### Buổi lễ mở màn
Nghệ sĩ biểu diễn được công bố vào ngày 2 tháng 3 năm 2021.
| Nghệ sĩ | Bài hát                                              |
| --- | ---------------------------------------------------- |
| Afro-Peruvian Jazz Orchestra Thana Alexa John Beasley Camilo Regina Carter Alexandre Desplat Bebel Gilberto Lupita Infante Sarah Jarosz Mykal Kilgore Ledisi Mariachi Sol De Mexico PJ Morton Gregory Porter Grace Potter Gustavo Santaolalla Anoushka Shankar Kamasi Washington | Tưởng nhớ Marvin Gaye "Mercy Mercy Me (The Ecology)" |
| Lido Pimienta | "Eso Que Tú Haces"                                   |
| Igor Levit | Piano Sonata No. 14                                  |
| Jimmy "Duck" Holmes | "Catfish Blues"                                      |
| Terri Lyne Carrington + Social Science | "Trapped in the American Dream"                      |
| Rufus Wainwright | "Hatred"                                             |
| Poppy | "Eat"                                                |
| Burna Boy | Liên khúc: "Level Up" "Onyeka" "Ye"                  |

### Buổi lễ chính
Nghệ sĩ biểu diễn được công bố vào ngày 7 tháng 3 năm 2021.
| Nghệ sĩ                                  | Bài hát |
| ---------------------------------------- | --- |
| Harry Styles                             | "Watermelon Sugar" |
| Billie Eilish Finneas                    | "Everything I Wanted" |
| Haim                                     | "The Steps" |
| Black Pumas                              | "Colors" |
| DaBaby Roddy Ricch Anthony Hamilton      | "Rockstar" |
| Bad Bunny Jhay Cortez                    | "Dakiti" |
| Dua Lipa                                 | Liên khúc: "Levitating" (hợp tác với DaBaby) "Future Nostalgia" (biểu diễn vũ đạo) "Don't Start Now"                                                         |
| Silk Sonic                               | "Leave the Door Open" |
| Taylor Swift Jack Antonoff Aaron Dessner | Liên khúc: "Cardigan" "August" "Willow" |
| Silk Sonic                               | Tưởng nhớ Little Richard "Long Tall Sally" Good Golly Miss Molly"                                                                                            |
| Lionel Richie                            | Tưởng nhớ Kenny Rogers "Lady" |
| Brandi Carlile                           | Tưởng nhớ John Prine "I Remember Everything" |
| Brittany Howard Chris Martin             | Tưởng nhớ Gerry Marsden "You'll Never Walk Alone" |
| Mickey Guyton                            | "Black Like Me" |
| Miranda Lambert                          | "Bluebird" |
| Maren Morris John Mayer                  | "The Bones" |
| Megan Thee Stallion Cardi B              | "Body" (Megan Thee Stallion, biểu diễn vũ đạo) "Savage Remix" (Megan Thee Stallion, với sự góp giọng của Beyoncé) "Up" (Cardi B) "WAP" (Pedro Sampaio remix) |
| Post Malone                              | "Hollywood's Bleeding" |
| Lil Baby Tamika Mallory Killer Mike      | "The Bigger Picture" |
| Doja Cat                                 | "Say So" |
| BTS                                      | "Dynamite" |
| Roddy Ricch                              | "Heartless" "The Box" |

## Người dẫn chương trình
Buổi lễ mở màn
- Jhené Aiko - dẫn chương trình
- Bill Burr
- Chika
- Lupita Infante
- Jimmy Jam

Buổi lễ chính
- Jacob Collier
- Jhene Aiko
- Lizzo
- Ringo Starr

## Đoạt giải và đề cử
Người chiến thắng sẽ xuất hiện đầu tiên và được đánh dấu bằng chữ In đậm.

### Hạng mục chung
Thu âm của năm
- "Everything I Wanted" – Billie Eilish
  - Finneas O'Connell, sản xuất; Rob Kinelski & Finneas O'Connell, kỹ sư/phối nhạc; John Greenham, kỹ sư
- "Black Parade" – Beyoncé
  - Beyoncé & Derek Dixie, sản xuất; Stuart White, kỹ sư/phối nhạc; Colin Leonard, kỹ sư
- "Colors" – Black Pumas
  - Adrian Quesada, sản xuất; Adrian Quesada, kỹ sư/phối nhạc; JJ Golden, kỹ sư
- "Rockstar" – DaBaby với Roddy Ricch
  - SethinTheKitchen, sản xuất; Derek "MixedByAli" Ali, Chris Dennis & Liz Robson, kỹ sư/phối nhạc; Susan Tabor, kỹ sư
- "Say So" – Doja Cat
  - Tyson Trax, producer; Clint Gibbs, kỹ sư/phối nhạc; Mike Bozzi, kỹ sư
- "Don't Start Now" – Dua Lipa
  - Caroline Ailin & Ian Kirkpatrick, sản xuất; Josh Gudwin, Drew Jurecka & Ian Kirkpatrick, kỹ sư/phối nhạc; Chris Gehringer, kỹ sư
- "Circles" – Post Malone
  - Louis Bell, Frank Dukes & Post Malone, sản xuất; Louis Bell & Manny Marroquin, kỹ sư/phối nhạc; Mike Bozzi, kỹ sư
- "Savage" – Megan Thee Stallion với Beyoncé
  - Beyoncé & J. White Did It, sản xuất; Stuart White, kỹ sư/phối nhạc; Colin Leonard, kỹ sư

Album của năm
- Folklore – Taylor Swift
  - Jack Antonoff, Aaron Dessner & Taylor Swift, sản xuất; Jack Antonoff, Aaron Dessner, Serban Ghenea, John Hanes, Jonathan Low & Laura Sisk, kỹ sư/phối nhạc; Aaron Dessner & Taylor Swift, sáng tác; Randy Merrill, kỹ sư
- Chilombo – Jhené Aiko
  - Fisticuffs & Julian-Quán Việt Lê, sản xuất; Fisticuffs, Julian-Quán Việt Lê, Zeke Mishanec, Christian Plata & Gregg Rominiecki, kỹ sư/phối nhạc; Jhené Aiko Efuru Chilombo, Julian-Quán Việt Lê, Maclean Robinson & Brian Keith Warfield, sáng tác; Dave Kutch, kỹ sư
- Black Pumas (bản cao cấp) – Black Pumas 
  - Jon Kaplan & Adrian Quesada, sản xuất; Adrian Quesada, Jacob Sciba, Stuart Sikes & Erik Wofford, kỹ sư/phối nhạc; Eric Burton & Adrian Quesada, sáng tác; JJ Golden, kỹ sư
- Everyday Life – Coldplay
  - Daniel Green, Bill Rahko & Rik Simpson, sản xuất; Mark “Spike” Stent, engineer/mixer; Guy Berryman, Jonny Buckland, Will Champion & Chris Martin, sáng tác; Emily Lazar, kỹ sư
- Djesse Vol. 3 – Jacob Collier
  - Jacob Collier, producer; Ben Bloomberg & Jacob Collier, kỹ sư/phối nhạc; Jacob Collier, songwriter; Chris Allgood & Emily Lazar, kỹ sư
- Women in Music Pt. III – Haim
  - Rostam Batmanglij, Danielle Haim & Ariel Rechtshaid, sản xuất; Rostam Batmanglij, Jasmine Chen, John DeBold, Matt DiMona, Tom Elmhirst, Joey Messina-Doerning & Ariel Rechtshaid, kỹ sư/phối nhạc; Rostam Batmanglij, Alana Haim, Danielle Haim, Este Haim & Ariel Rechtshaid, sáng tác; Emily Lazar, kỹ sư
- Future Nostalgia – Dua Lipa
  - Koz, producer; Josh Gudwin & Cameron Gower Poole, kỹ sư/phối nhạc; Clarence Coffee Jr. & Dua Lipa, sáng tác; Chris Gehringer, kỹ sư
- Hollywood's Bleeding – Post Malone
  - Louis Bell & Frank Dukes, sản xuất; Louis Bell & Manny Marroquin, kỹ sư/phối nhạc; Louis Bell, Adam Feeney, Austin Post & Billy Walsh, sáng tác; Mike Bozzi, kỹ sư

Bài hát của năm
- "I Can't Breathe"
  - Dernst Emile II, H.E.R. & Tiara Thomas, sáng tác (H.E.R.)
- "Black Parade"
  - Denisia Andrews, Beyoncé, Stephen Bray, Shawn Carter, Brittany Coney, Derek James Dixie, Akil King, Kim "Kaydence" Krysiuk & Rickie "Caso" Tice, sáng tác (Beyoncé)
- "The Box" 
  - Samuel Gloade & Rodrick Moore, sáng tác (Roddy Ricch)
- "Cardigan" 
  - Aaron Dessner & Taylor Swift, sáng tác (Taylor Swift)
- "Circles" 
  - Louis Bell, Adam Feeney, Kaan Gunesberk, Austin Post & Billy Walsh, sáng tác (Post Malone)
- "Don't Start Now" 
  - Caroline Ailin, Ian Kirkpatrick, Dua Lipa & Emily Warren, sáng tác (Dua Lipa)
- "Everything I Wanted"
  - Billie Eilish O'Connell & Finneas O'Connell, sáng tác (Billie Eilish)
- "If the World Was Ending"
  - Julia Michaels, JP Saxe, sáng tác (JP Saxe, với Julia Michaels)

Nghệ sĩ mới xuất sắc nhất
- Megan Thee Stallion
- Phoebe Bridgers
- Ingrid Andress
- Doja Cat
- Kaytranada
- Noah Cyrus
- Chika
- D Smoke

### Pop
Trình diễn đơn ca pop xuất sắc nhất
- "Watermelon Sugar" – Harry Styles
- "Yummy" – Justin Bieber
- "Cardigan" – Taylor Swift
- "Everything I Wanted" – Billie Eilish
- "Don't Start Now" – Dua Lipa
- "Say So" – Doja Cat

Trình diễn song tấu hoặc nhóm nhạc pop xuất sắc nhất
- "Rain on Me" – Lady Gaga & Ariana Grande
- "Un Dia (One Day)" – J Balvin, Dua Lipa, Bad Bunny & Tainy
- "Intentions" – Justin Bieber, với Quavo
- "Dynamite" – BTS
- "Exile" – Taylor Swift, với Bon Iver

Album giọng pop truyền thống xuất sắc nhất
- American Standard – James Taylor
- Blue Umbrella – Burt Bacharach & Daniel Tashian
- True Love: A Celebration of Cole Porter – Harry Connick, Jr.
- Unfollow the Rules – Rufus Wainwright
- Judy – Renée Zellweger

Album giọng pop xuất sắc nhất
- Future Nostalgia – Dua Lipa
- Fine Line – Harry Styles
- Folklore – Taylor Swift
- Chromatica – Lady Gaga
- Changes – Justin Bieber

### Nhạc điện tử/dance
Thu âm nhạc dance xuất sắc nhất
- "10%" – Kaytranada hợp tác với Kali Uchis
  - Kaytranada, producer; Neal H. Pogue, mixer
- "On My Mind" – Diplo & Sidepiece
  - Diplo & Sidepiece, producers; Luca Pretolesi, mixer
- "My High" – Disclosure, Aminé and Slowthai
  - Guy Lawrence & Howard Lawrence, producers; G. Lawrence, mixer
- "The Difference" – Flume hợp tác với Toro y Moi
  - Flume, producer; Eric J Dubowsky, mixer
- "Both of Us" – Jayda G
  - Fred Again & G, producers; Again & G, mixers

Album nhạc điện tử/dance xuất sắc nhất
- Bubba – Kaytranada
- Kick I – Arca
- Energy – Disclosure
- Planet's Mad – Baauer
- Good Faith – Madeon

### Nhạc không lời đương đại
Album không lời đương dại xuất sắc nhất
- Live at the Royal Albert Hall – Snarky Puppy
- Axiom – Christian Scott Atunde Adjuah
- Chronology of a Dream: Live at The Village Vanguard – Jon Batiste
- Take the Stairs – Black Violin
- Americana – Grégoire Maret, Romain Collin & Bill Frisell

### Rock
Trình diễn rock xuất sắc nhất
- "Shameika" – Fiona Apple
- "The Steps" – HAIM
- "Stay High" – Brittany Howard
- "Not" – Big Thief
- "Kyoto" – Phoebe Bridgers
- "Daylight" – Grace Potter

Trình diễn metal xuất sắc nhất
- "Bum-Rush" – Body Count
- "Underneath" – Code Orange
- "The In-Between" – In This Moment
- "Bloodmoney" – Poppy
- "Executioner's Tax (Swing of the Axe)" – Power Trip

Bài hát rock xuất sắc nhất
- "Stay High"
  - Brittany Howard, sáng tác (Howard)
- "Kyoto"
  - Phoebe Bridgers, Morgan Nagler & Marshall Vore (Bridgers)
- "Lost in Yesterday"
  - Kevin Parker, sáng tác (Tame Impala)
- "Not"
  - Adrianne Lenker, sáng tác (Big Thief)
- "Shameika"
  - Fiona Apple, sáng tác (Apple)

Album rock xuất sắc nhất
- The New Abnormal – The Strokes
- A Hero's Death – Fontaines D.C.
- Kiwanuka – Michael Kiwanuka
- Daylight – Grace Potter
- Sound & Fury – Sturgill Simpson

### Alternative
Album nhạc alternative xuất sắc nhất
- Fetch the Bolt Cutters – Fiona Apple
- Hyperspace – Beck
- Punisher – Phoebe Bridgers
- Jaime – Brittany Howard
- The Slow Rush – Tame Impala

### R&B
Trình diễn R&B xuất sắc nhất
- "Black Parade" – Beyoncé
- "Lightning & Thunder" – Jhené Aiko hợp tác với John Legend
- "All I Need" – Jacob Collier hợp tác với Mahalia & Ty Dolla $ign
- "Goat Head" – Brittany Howard
- "See Me" – Emily King

Trình diễn R&B Truyền thống xuất sắc nhất
- "Anything for You" – Ledisi
- "Sit On Down" – The Baylor Project hợp tác với Jean Baylor & Marcus Baylor
- "Wonder What She Thinks of Me" – Chloe x Halle
- "Let Me Go" – Mykal Kilgore
- "Distance" – Yebba

Ca khúc R&B xuất sắc nhất
- "Better Than I Imagined"
  - Robert Glasper, Meshell Ndegeocello & Gabriella Wilson, sáng tác (Robert Glasper hợp tác với H.E.R. & Meshell Ndegeocello)
- "Black Parade"
  - Denisia Andrews, Beyoncé, Stephen Bray, Shawn Carter, Brittany Coney, Derek James Dixie, Akil King, Kim "Kaydence" Krysiuk & Rickie "Caso" Tice, sáng tác (Beyoncé)
- "Collide"
  - Sam Barsh, Stacey Barthe, Sonyae Elise, Olu Fann, Akil King, Josh Lopez, Kaveh Rastegar & Benedetto Rotondi, songwriters (Tiana Major9 & EARTHGANG)
- "Do It" 
  - Chloe Bailey, Halle Bailey, Anton Kuhl, Scott Storch, Victoria Monét, Vincent van den Ende, songwriters (Chloe x Halle)
- "Slow Down"
  - Nasri Atweh, Badriia Bourelly, Skip Marley, Ryan Williamson & Gabriella Wilson, songwriters (Skip Marley & H.E.R.)

Album R&B Progressive xuất sắc nhất
- It Is What It Is – Thundercat
- Chilombo – Jhené Aiko
- Ungodly Hour – Chloe x Halle
- Free Nationals – Free Nationals
- Fuck Yo Feelings – Robert Glasper

Album R&B xuất sắc nhất
- Bigger Love – John Legend
- Happy 2 Be Here – Ant Clemons
- Take Time – Giveon
- To Feel Love/D – Luke James
- All Rise – Gregory Porter

### Rap
Trình diễn Rap Xuất sắc nhất
- "Savage" – Megan Thee Stallion hợp tác với Beyoncé
- "Deep Reverence" – Big Sean hợp tác với Nipsey Hussle
- "Bop" – DaBaby
- "Whats Poppin" – Jack Harlow
- "The Bigger Picture" – Lil Baby
- "Dior" – Pop Smoke

Trình diễn Rap Melodic Xuất sắc nhất
- "Lockdown" – Anderson.Paak
- "Rockstar" – DaBaby hợp tác với Roddy Ricch
- "Laugh Now Cry Later" – Drake hợp tác với Lil Durk
- "The Box" – Roddy Ricch
- "Highest in the Room" – Travis Scott

Ca khúc Rap xuất sắc nhất
- "Savage"
  - Beyoncé, Shawn Carter, Brittany Hazzard, Derrick Milano, Terius Nash, Megan Pete, Bobby Session Jr., Jordan Kyle Lanier Thorpe & Anthony White, songwriters (Megan Thee Stallion featuring Beyoncé)
- "The Bigger Picture"
  - Dominique Jones, Rai'Shaun Williams, Noah Pettigrew, songwriters (Lil Baby)
- "The Box"
  - Larrance Dopson, Samuel Gloade, Rodrick Moore, Adarius Moragne, Eric Sloan & Khirye Anthony Tyler, songwriters (Roddy Ricch)
- "Laugh Now Cry Later"
  - Durk Banks, Rogét Chahayed, Aubrey Graham, Daveon Jackson, Ron LaTour & Ryan Martinez, songwriters (Drake featuring Lil Durk)
- "Rockstar"
  - Jonathan Lyndale Kirk, Ross Joseph Portaro IV & Rodrick Moore, songwriters (DaBaby featuring Roddy Ricch)

Album Rap xuất sắc nhất
- King's Disease – Nas
- Black Habits – D Smoke
- Alfredo – Freddie Gibbs & The Alchemist
- A Written Testimony – Jay Electronica
- The Allegory – Royce da 5'9"

### Đồng quê
Trình diễn đơn ca đồng quê xuất sắc nhất
- "When My Amy Prays" – Vince Gill
- "Stick That in Your Country Song" – Eric     Church
- "Who You Thought I Was" – Brandy Clark
- "Bluebird" – Miranda Lambert
- "Black Like Me" – Mickey Guyton

Trình diễn song tấu hoặc nhóm nhạc đồng quê xuất sắc
- "10,000 Hours" – Dan + Shay và Justin Bieber
- "All Night" – Brothers Osborne
- "Ocean" – Lady A
- "Sugar Coat" – Little Big Town
- "Some People Do" – Old Dominion

Bài hát đồng quê xuất sắc nhất
- "Crowded Table"
- Brandi Carlile, Natalie Hemby & Lori McKenna, sáng tác (The Highwomen)
- "Bluebird"
  - Luke Dick, Natalie Hemby & Miranda Lambert, sáng tác (Miranda Lambert)
- "The Bones"
  - Maren Morris, Jimmy Robbins & Laura Veltz, sáng tác (Maren Morris)
- "More Hearts Than Mine"
  - Ingrid Andress, Sam Ellis & Derrick Southerland, sáng tác (Ingrid Andress)
- "Some People Do"
  - Jesse Frasure, Shane McAnally, Matthew Ramsey & Thomas Rhett, sáng tác (Old Dominion)

Album đồng quê xuất sắc nhất
- Wildcard – Miranda Lambert
- Nightfall – Little Big Town
- Never Will – Ashley McBryde
- Lady Like – Ingrid Andress
- Your Life Is a Record – Brandy Clark

### New age
Album new age xuất sắc nhất
- More Guitar Stories – Jim "Kimo" West
- Songs from the Bardo  – Laurie Anderson, Tenzin Choegyal & Jesse Paris Smith
- Periphery  – Priya Darshini
- Form//Less  – Superposition
- Meditations  – Cory Wong & Jon Batiste

### Jazz
Trình diễn jazz ngẫu hứng xuất sắc nhất
- "All Blues" – Chick Corea, soloist
- "Guinnevere" – Christian Scott Atunde Adjuah, soloist
- "Pachamama" – Regina Carter, soloist
- "Tomorrow is the Question" – Julian Lage, soloist
- "Celia" – Gerald Clayton, soloist
- "Moe Honk" – Joshua Redman, soloist

Album giọng jazz xuất sắc nhất
- Secrets are the Best Stories – Kurt Elling hợp tác với Danilo Pérez
- ONA – Thana Alexa
- Modern Ancestors   – Carmen Lundy
- Holy Room: Live at Alte Oper – Somi With Frankfurt Radio Big Band
- What's the Hurry – Kenny Washington

Album jazz không lời xuất sắc nhất
- Trilogy 2 – Chick Corea, Christian McBride & Brian Blade
- on the tender spot of every calloused moment – Ambrose Akinmusire
- Waiting Game – Terri Lyne Carrington and Social Science
- Happening: Live at the Village Vanguard  –  Gerald Clayton
- RoundAgain – Redman Mehldau McBride Blade

Album hòa tấu ban nhạc jazz xuất sắc nhất
- Data Lords  – Maria Schneider Orchestra
- Dialogues on Race – Gregg August
- Monk'estra Plays John Beasley – John Beasley
- The Intangible Between – Orrin Evans and The Captain Black Big Band
- Songs You Like a Lot  – John Hollenbeck  with Theo Bleckmann, Kate McGarry, Gary Versace and The Frankfurt Radio Big Band

Album jazz Latin xuất sắc nhất
- Four Questions  – Arturo O'Farrill & The Afro Latin Jazz Orchestra
- Tradiciones – Afro-Peruvian Jazz Orchestra
- City of Dreams  – Chico Pinheiro
- Viento y Tiempo - Live at Blue Note Tokyo – Gonzalo Rubalcaba & Aymée Nuviola
- Trane's Delight  –  Poncho Sanchez

### Phúc âm/Thánh ca đương đại
Trình diễn/Bài hát nhạc phúc âm xuất sắc nhất
- "Movin' On"
  - Darryl L. Howell, Jonathan Caleb McReynolds, Kortney Jamaal Pollard & Terrell Demetrius Wilson, viết ca khúc (Jonathan McReynolds & Mali Music)
- "Wonderful is Your Name"
  - Melvin Crispell III, sáng tác (Melvin Crispell III)
- "Release (Live)"
  - David Frazier, sáng tác (Ricky Dillard hợp tác với Tiff Joy)
- "Come Together"
  - Lashawn Daniels, Rodney Jerkins, Lecrae Moore &  Jazz Nixon, viết ca khúc (Rodney "Darkchild" Jerkins Presents: The Good News)
- "Won't Let Go"
  - Travis Greene, sáng tác (Travis Greene)

Trình diễn/Bài hát nhạc thánh ca đương đại xuất sắc nhất
- "There Was Jesus"
  - Casey Beathard, Jonathan Smith & Zach Williams, viết ca khúc (Zach Williams & Dolly Parton)
- "The Blessing (Live)"
  - Chris Brown, Cody Carnes, Kari Jobe Carnes & Steven Furtick, sáng tác (Kari Jobe, Cody Carnes & Elevation Worship)
- "Sunday Morning"
  - Denisia Andrews, Jones Terrence Antonio, Saint Bodhi, Brittany Coney, Kirk Franklin, Lasanna Harris, Shama Joseph, Stuart Lowery, Lecrae Moore & Nathanael Saint-Fleur, sáng tác (Lecrae hợp tác với Kirk Franklin)
- "Holy Water"
  - Andrew Bergthold, Ed Cash, Franni Cash, Martin Cash & Scott Cash, sáng tác (We the Kingdom)
- "Famous For (I Believe)"
  - Chuck Butler, Krissy Nordhoff, Jordan Sapp, Alexis Slifer & Tauren Wells, sáng tác (Tauren Wells hợp tác với Jenn Johnson)

Album nhạc phúc âm xuất sắc nhất
- Gospel According to PJ – PJ Morton
- 2econd Wind: ReadY – Anthony Brown & group therAPy
- My Tribute – Myron Butler
- Choirmaster – Ricky Dillard
- Kierra – Kierra Sheard

Album nhạc thánh ca đương đại xuất sắc nhất
- Jesus Is King – Kanye West
- Run to The Father  – Cody Carnes
- All of My Best Friends – Hillsong Young & Free
- Holy Water – We the Kingdom
- Citizen of Heaven – Tauren Wells

Album nhạc phúc âm truyền thống xuất sắc nhất
- Celebrating Fisk! (The 150th Anniversary Album) – Fisk Jubilee Singers
- Beautiful Day – Mark Bishop
- 20/20 – The Crabb Family
- What Christmas Really Means – The Erwins
- Something Beautiful – Ernie Haase & Signature Sound

### Latin
Album Latin pop hoặc đương đại xuất sắc nhất
- YHLQMDLG – Bad Bunny
- Por Primera Vez – Camilo
- Mesa Para Dos – Kany García
- Pausa – Ricky Martin
- 3:33 – Debi Nova

Album Latin rock hoặc alternative xuất sắc nhất
- La Conquista del Espacio – Fito Páez
- Aura – Bajofondo
- MONSTRUO – Cami
- Sobrevolando – Cultura Profética
- Miss Colombia – Lido Pimienta

Album khu vực Mexico xuất sắc nhất (bao gồm Tejano)
- Un Canto por México, Vol. 1 – Natalia Lafourcade
- Hecho en México – Alejandro Fernández
- La Serenata – Lupita Infante
- Bailando Sones y Huampangos con Mariachi Sol De Mexico De Jose Hernandez – Mariachi Sol De Mexico De Jose Hernandez
- Ayayay! – Christian Nodal

Album tropical Latin xuất sắc nhất
- 40 – Grupo Niche
- Mi Tumbao – José Alberto "El Ruiseñor"
- Infinito – Edwin Bonilla
- Sigo Cantando al Amor (Deluxe) – Jorge Celedon & Sergio Luis
- Memorias de Navidad – Víctor Manuelle

### American roots
Trình diễn American roots xuất sắc nhất
- "I Remember Everything" – John Prine
- "Colors" – Black Pumas
- "Deep in Love" – Bonny Light Horseman
- "Short and Sweet" – Brittany Howard
- "I'll Be Gone" – Norah Jones & Mavis Staples

Bài hát American roots xuất sắc nhất
- "I Remember Everything"
  - Pat McLaughlin & John Prine, songwriters (John Prine)
- "Cabin"
  - Laura Rogers & Lydia Rogers, songwriters (The Secret Sisters)
- "Ceiling to the Floor"
  - Sierra Hull & Kai Welch, songwriters (Sierra Hull)
- "Hometown"
  - Sarah Jarosz, songwriter (Sarah Jarosz)
- "Man Without a Soul"
  - Tom Overby & Lucinda Williams, songwriters (Lucinda Williams)

Album Americana xuất sắc nhất
- World on the Ground – Sarah Jarosz
- Old Flowers – Courtney Marie Andrews
- Terms of Surrender – Hiss Golden Messenger
- El Dorado – Marcus King
- Good Souls Better Angels – Lucinda Williams

Album Bluegrass xuất sắc nhất
- Home – Billy Strings
- Man on Fire – Danny Barnes
- To Live in Two Worlds, Vol. 1 – Thomm Jutz
- North Carolina Songbook – Steep Canyon Rangers
- The John Hartford Fiddle Tune Project, Vol. 1 – Various Artists

Album Blue truyền thống xuất sắc nhất
- Rawer than Raw – Bobby Rush
- All My Dues are Paid – Frank Bey
- You Make Me Feel – Don Bryant
- That's What I Heard – Robert Cray Band
- Cypress Grove – Jimmy "Duck" Holmes

Album Blue đương dại xuất sắc nhất
- Have You Lost Your Mind Yet? – Fantastic Negrito
- Live at the Paramount – Ruthie Foster Big Band
- The Juice – G. Love
- Blackbirds – Bettye LaVette
- Up and Rolling – North Mississippi Allstars

Album dân ca xuất sắc nhất
- All the Good Times – Gillian Welch & David Rawlings
- Bonny Light Horseman – Bonny Light Horseman
- Thanks for the Dance – Leonard Cohen
- Song for Our Daughter – Laura Marling
- Saturn Return – The Secret Sisters

Album Regional roots xuất sắc nhất
- Atmosphere – New Orleans Nightcrawlers
- My Relatives 'nikso' Kowaiks – Black Lodge Singers
- Cameron Dupuy and The Cajun Troubadours – Cameron Dupuy And The Cajun Troubadours
- Lovely Sunrise – Nā Wai ʽEhā
- A Tribute to Al Berard – Sweet Cecilia

## Nghệ sĩ có nhiều đề cử và thắng giải
Nghệ sĩ có nhiều đề cử:
| 9: - Beyoncé | 6: - Dua Lipa - Roddy Ricch - Taylor Swift 5: - Brittany Howard | 4: - John Beasley - Justin Bieber - Phoebe Bridgers - DaBaby - Billie Eilish - David Frost - Megan Thee Stallion |

3:
- Thomas Adès
- Jhené Aiko
- Blanton Alspaugh
- Ingrid Andress
- Denisia Andrews
- Fiona Apple
- Louis Bell
- Black Pumas
- Mike Bozzi
- Chloe x Halle
- Jacob Collier
- Brittany Coney
- Derek Dixie
- Doja Cat
- Drake
- Frank Dukes
- Shawn Everett
- Adam Feeney
- Finneas
- H.E.R.
- Jay-Z
- Kaytranada
- Akil King
- Miranda Lambert
- Emily Lazar
- Post Malone
- Harry Styles

2:
- Christian Scott Atunde Adjuah
- Caroline Ailin
- Jack Antonoff
- Bad Bunny
- Jon Batiste
- Beck
- Brian Blade
- Bonny Light Horseman
- Stephen Bray
- Brandi Carlile
- Cody Carnes
- Brandy Clark
- Gerald Clayton
- Chick Corea
- D Smoke
- Aaron Dessner
- Ricky Dillard
- Disclosure
- Frankfurt Radio Big Band
- Lady Gaga
- Chris Gehringer
- Serban Ghenea
- Robert Glasper
- JJ Golden
- Josh Gudwin
- Hildur Guðnadóttir
- HAIM
- Natalie Hemby
- Tame Impala
- J. White Did It
- Sarah Jarosz
- Ian Kirkpatrick
- Kim "Kaydence" Krysiuk
- Remy Le Boeuf
- Lecrae
- John Legend
- Adrianne Lenker
- Colin Leonard
- Jesse Lewis
- Lil Baby
- Lil Durk
- Dmitriy Lipay
- Little Big Town
- Skip Marley
- Manny Marroquin
- Christian McBride
- Randy Merrill
- Dave Meyers
- Arturo O'Farrill
- Anderson.Paak
- Grace Potter
- John Prine
- Matthew Ramsey
- Joshua Redman
- The Secret Sisters
- SethinTheKitchen
- 30 Roc
- Michael Tilson Thomas
- Rickie "Caso" Tice
- Billy Walsh
- We the Kingdom
- Tauren Wells
- Stuart White
- Lucinda Williams

Nghệ sĩ thắng nhiều giải thưởng:
| 4: - Beyoncé | 3: - David Frost - Megan Thee Stallion | 2: - Fiona Apple - Chick Corea - Billie Eilish - Finneas - Serban Ghenea - H.E.R. - Kaytranada - Randy Merrill |